# Wachlarzownica

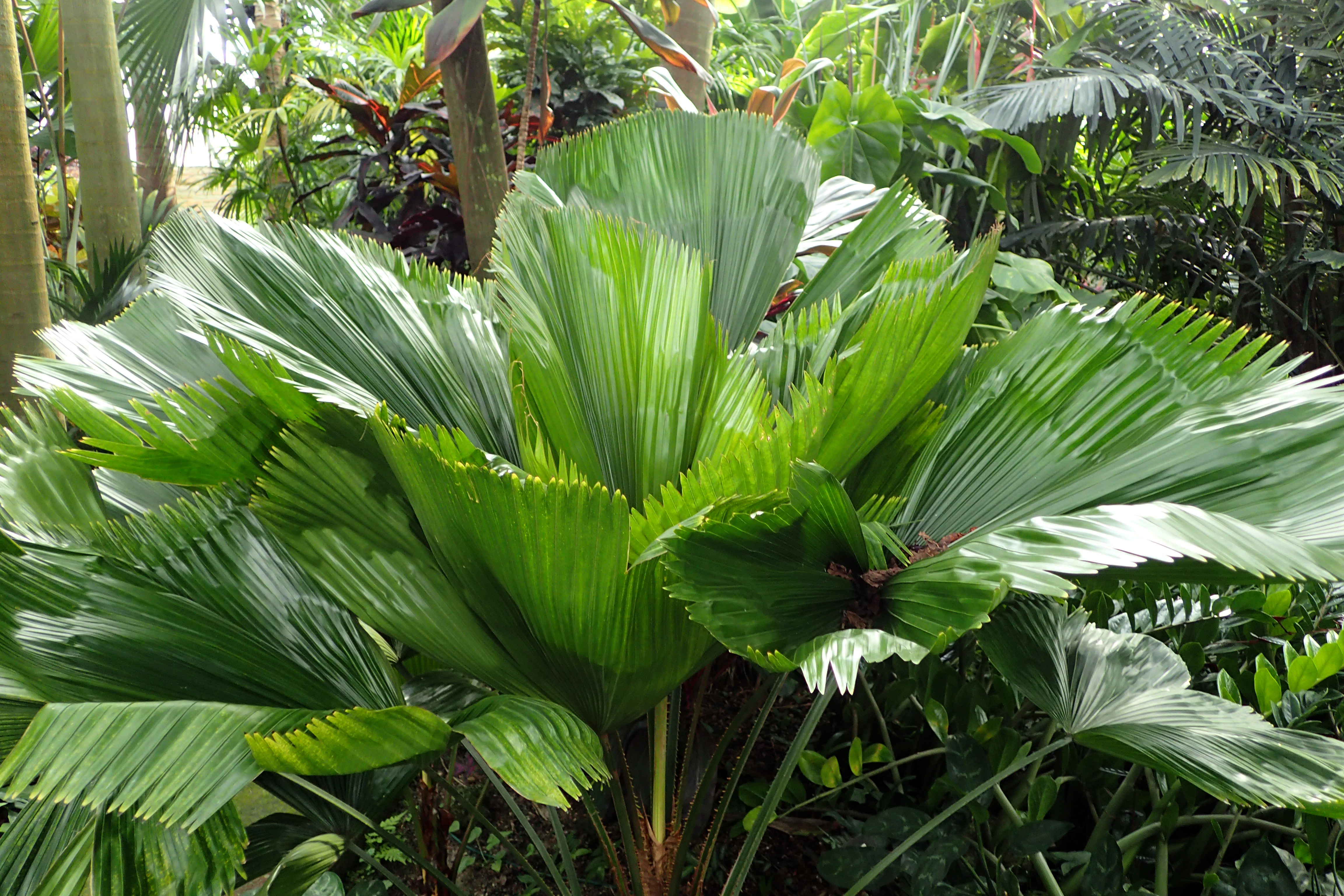
Licuala grandis

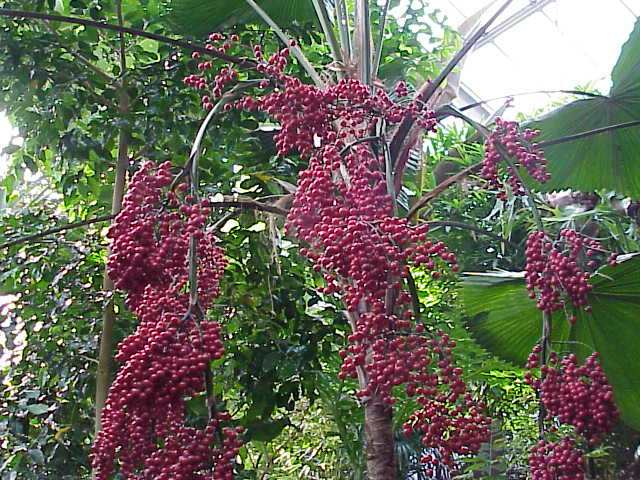
Owoce Licuala grandis

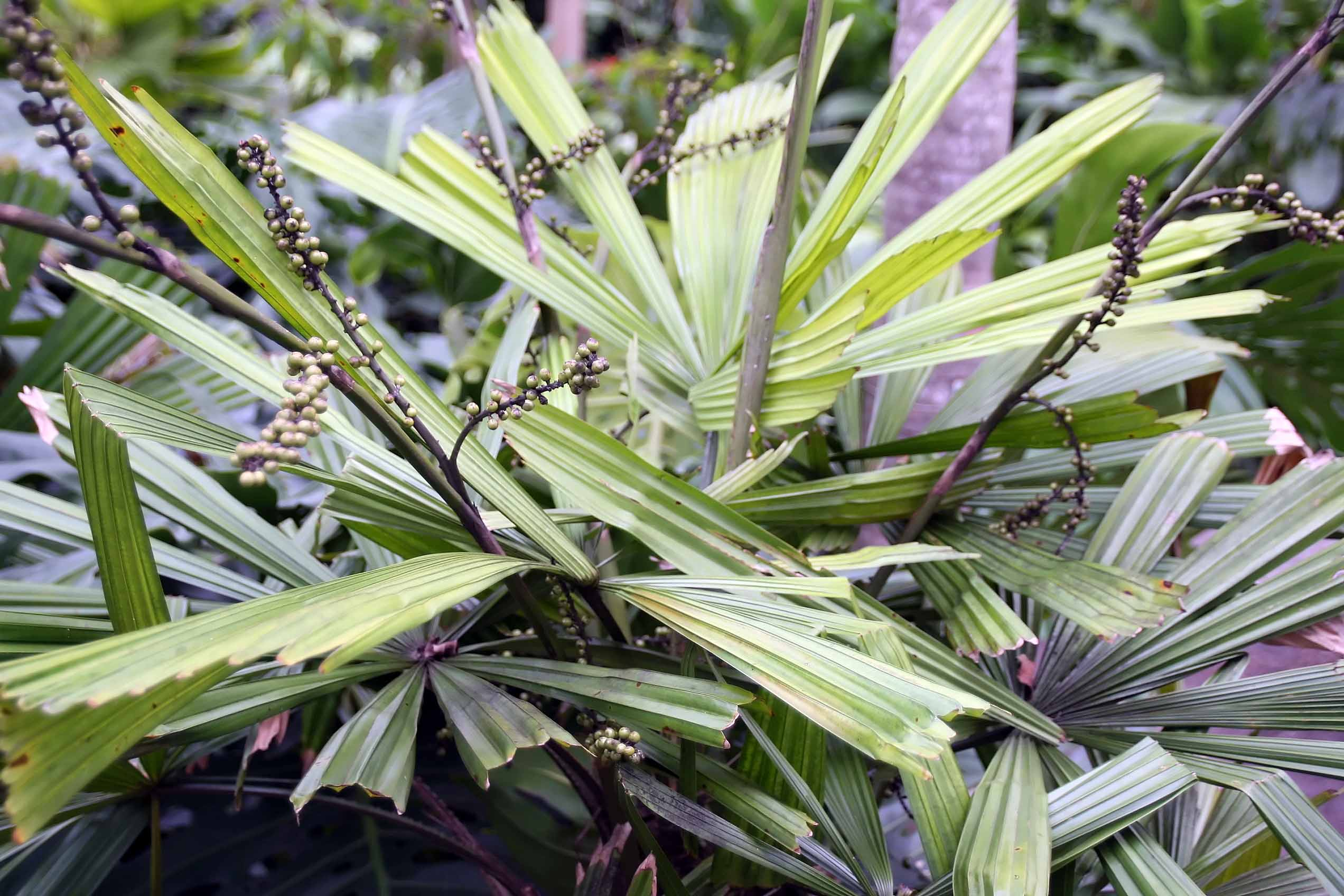
Licuala lauterbachii

Wachlarzownica, likuala (Licuala Wurmb) – rodzaj roślin z rodziny arekowatych, czyli palm (Arecaceae). Obejmuje co najmniej 167 gatunków. W niektórych ujęciach włączanych jest tu kilkanaście gatunków z rodzaju Lanonia, w innych są one wyłączane. Rośliny te występują w południowo-wschodniej Azji i zachodniej Oceanii – od północno-wschodnich Indii, Bhutanu i południowo-wschodnich Chin po Queensland, Nową Gwineę i Vanuatu. Największe zróżnicowanie gatunkowe rodzaju jest na Półwyspie Malajskim, Borneo i Nowej Gwinei. Rosną w nizinnych i górskich lasach deszczowych, z reguły jako rośliny podszytowe, czasem w lasach bagiennych (L. paludosa), od strony lądowej w namorzynach (L. spinosa) i w formacjach zaroślowych wrzosowiskopodobnych.
Palmy te należą do łatwo rozpoznawalnych ze względu na okrągłe w zarysie blaszki liściowe, zwykle podzielone na wachlarzowate lub równowąskie łatki składające się z różnej liczby segmentów (przy czym jednak identyfikacja gatunków w obrębie rodzaju już łatwa nie jest – wymaga często szczegółowej analizy budowy organów generatywnych). 
Liczne gatunki są popularnymi roślinami ozdobnymi w tropikach (zwłaszcza wachlarzownica wyniosła, ciernista, L. peltata). Liście wachlarzownic wykorzystywane są przy paleniu opium, do zawijania żywności, pędy służą do wyrobu lasek do chodzenia, uchwytów narzędzi (L. bracteata), a w przypadku większych kłodzin – bywają wykorzystywane jako słupy do konstrukcji palisadowych. Liście wykorzystywane są do wyplatania kapeluszy lub wykonywania okryć głowy chroniących przed deszczem (np. L. centralis, L. radula, L. robinsoniana), wykonywania innych okryć przeciwdeszczowych (np. L. hainanensis, L. spinosa, L. paludosa) oraz krycia dachów. Rdzenie pędów i ich młode wierzchołki są jadalne.
Nazwa rodzajowa jest zlatynizowaną nazwą tych palm stosowaną na Celebes.

## Morfologia

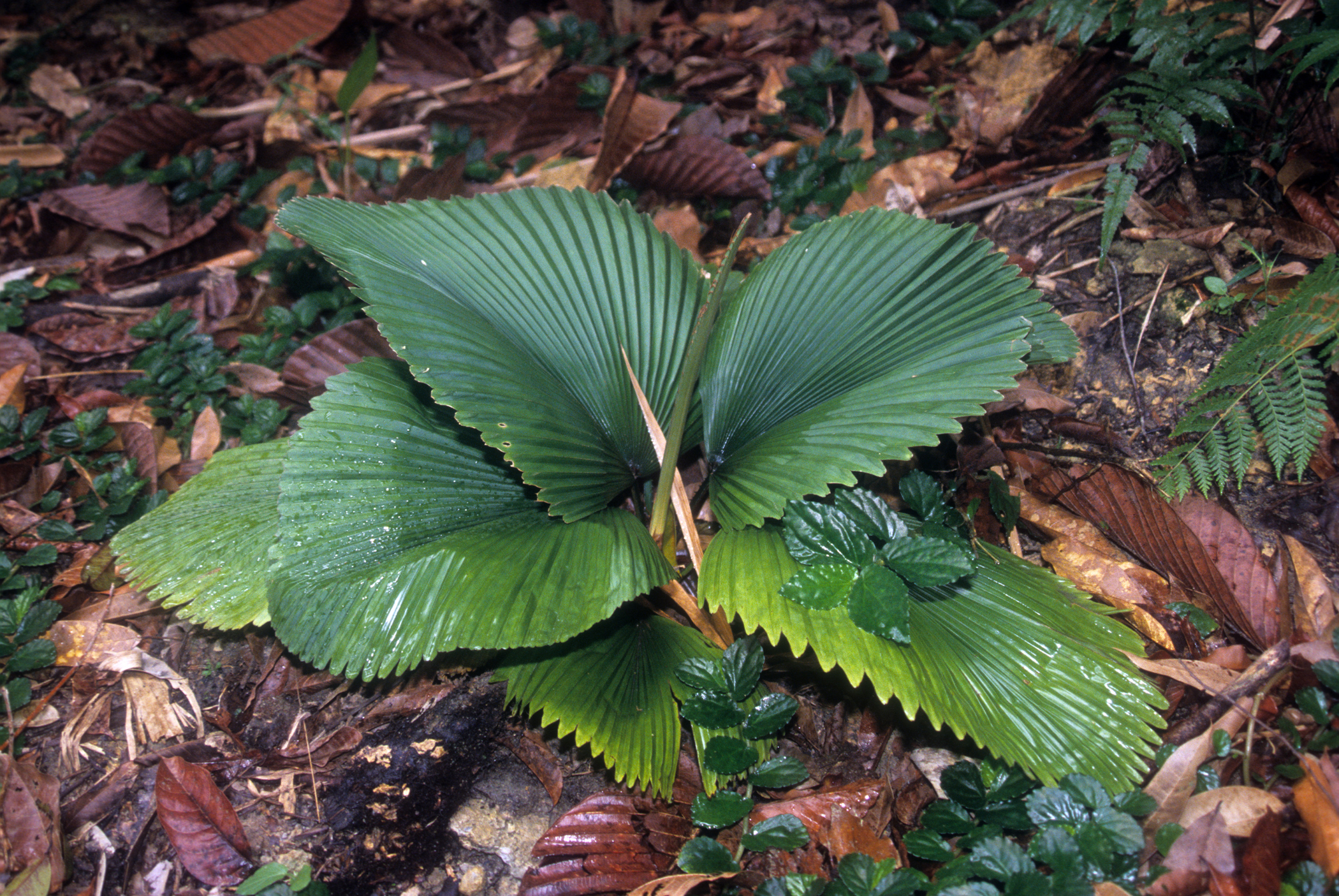
Licuala orbicularis

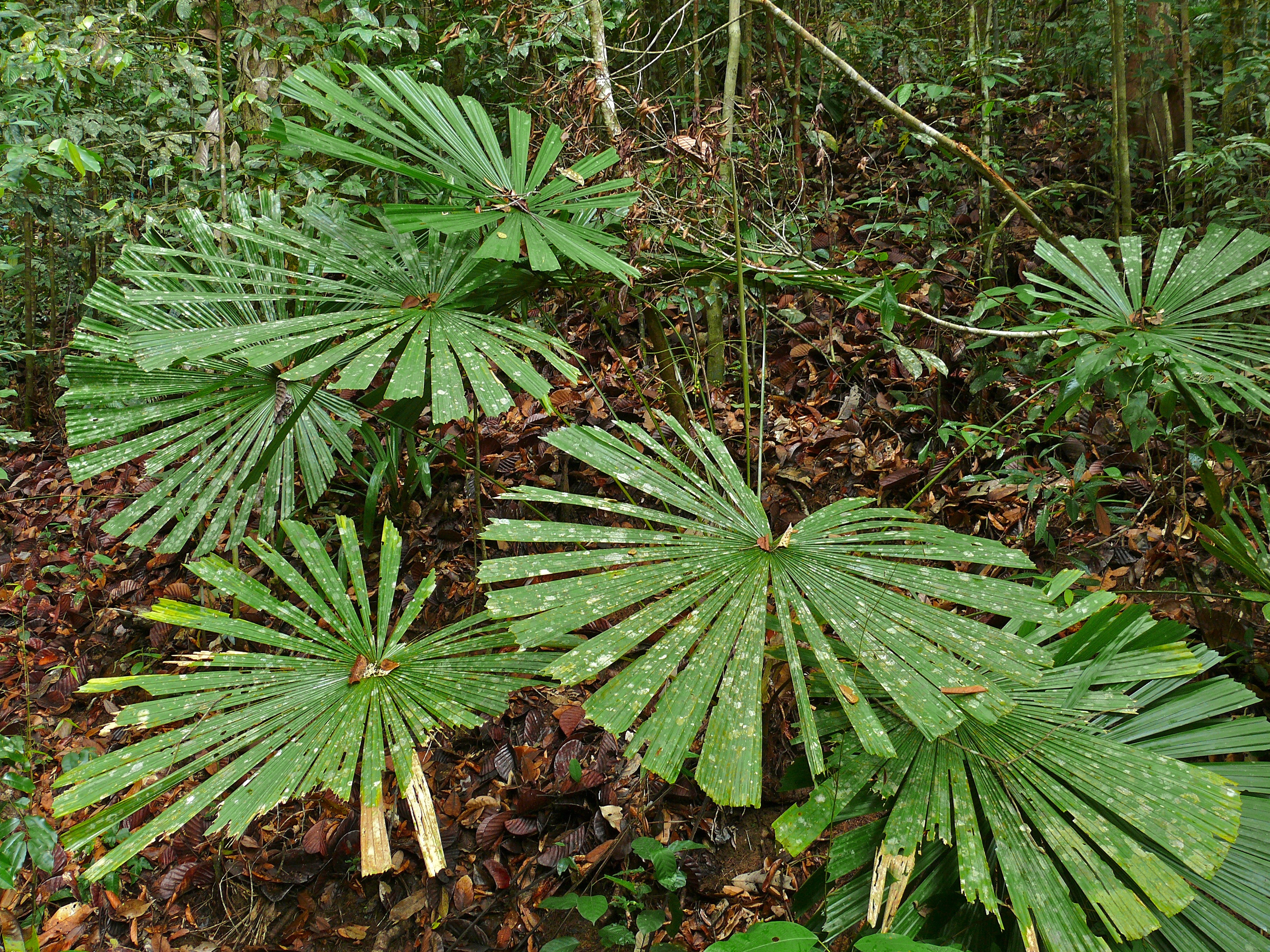
Licuala valida

PokrójPalmy o pędach wyrastających pojedynczo lub w kępach, czasem tworzące liczne odrosty. Kłodziny niewielkie, smukłe lub skrócone, czasem podziemne, rzadko drzewiaste, wzniesione lub płożące.
LiścieLiście charakterystyczne – dłoniasto złożone lub pojedyncze, w zarysie ogólnym zaokrąglone, o blaszce z licznymi, wyraźnie składającymi się segmentami podzielonymi do nasady (z wyjątkiem dwóch gatunków o blaszce niepodzielonej – L. grandis i L. orbicularis) na odcinki równowąskie lub wachlarzykowate, na szczycie mniej lub bardziej wyraźnie wcinane. Liści jest zwykle na jednym okazie od 5 do blisko 30. Ogonek liściowy ma otwartą, pochwiastą i włóknistą na brzegach nasadę, często z okazałą pochwą liściową. Wzdłuż krawędzi ogonka wyrastają zwykle kolce (rzadziej rośliny są bezbronne), a na jego końcu znajduje się okazała hastula.
KwiatyObupłciowe, zebrane w kłosowate kwiatostany nierozgałęzione, lub z rozgałęzieniami I lub II rzędu, rzadko III rzędu. Kwiatostany wyrastają w kątach licznych, pochwiastych podsadek. Na osiach kwiatostanu występuje także różna liczba podsadek, w kątach których rozwijają się kwiaty pojedyncze lub skupione po 2–3. Okwiat z listkami w dwóch okółkach. Trzy zewnętrzne listki tworzą uciętą rurkę, nieregularnie rozdzielającą się lub trójdzielną. Trzy wewnętrzne listki tworzą u nasady rurkę, w górze z trzema łatkami. Pręcików jest 6, nitki trzech z nich są okazałe, a trzech znajdujących się przemiennie między nimi – silnie zredukowane. Zalążnia tworzona jest przez trzy owocolistki.
OwoceNiewielkie, jednonasienne, kulistawe, jajowate lub elipsoidalne pestkowce, różnie zabarwione, zwykle z egzokarpem gładkim, czasem z wierzchu korkowatym i brodawkowatym.

## Systematyka

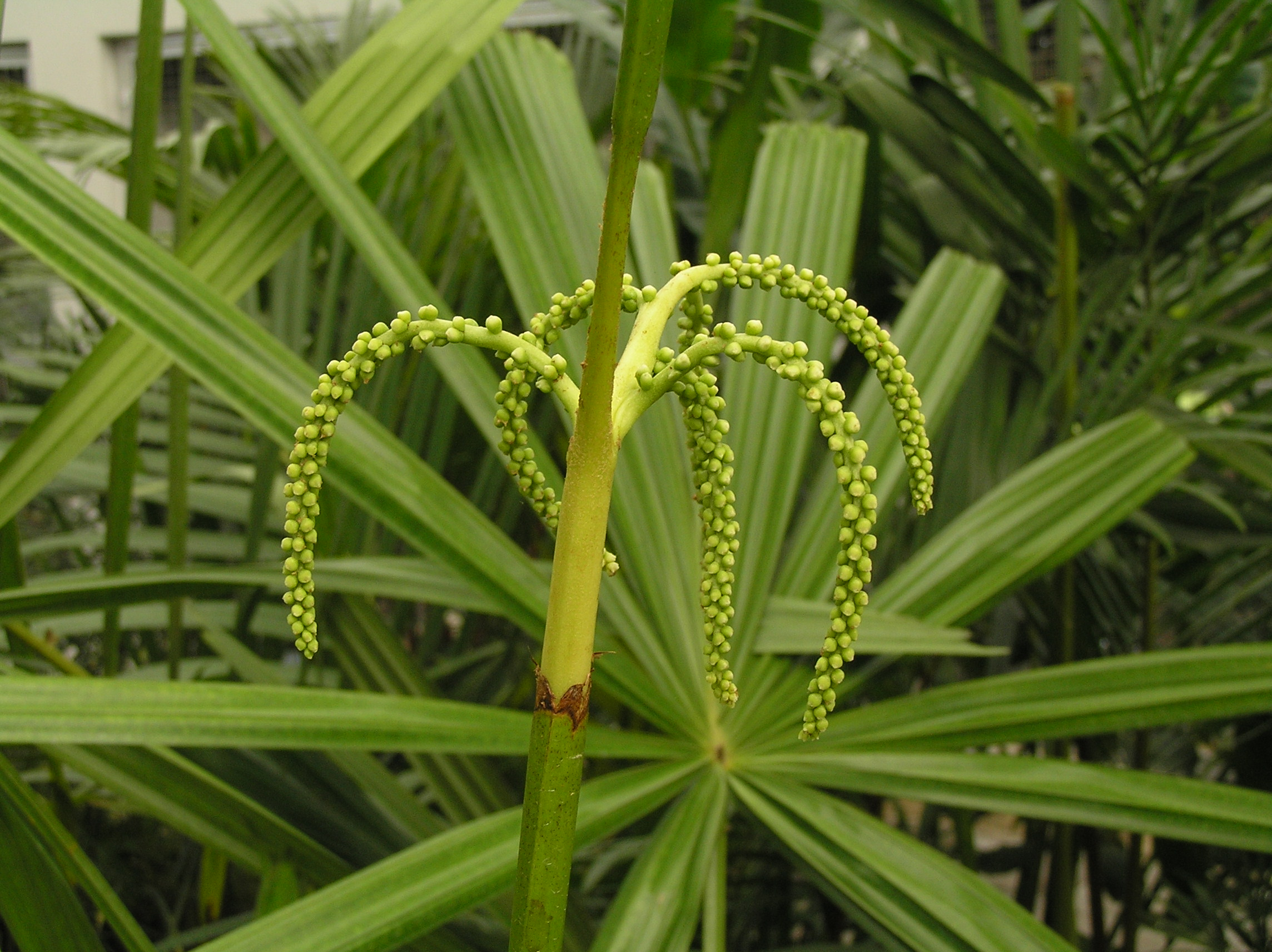
Licuala aurantiaca

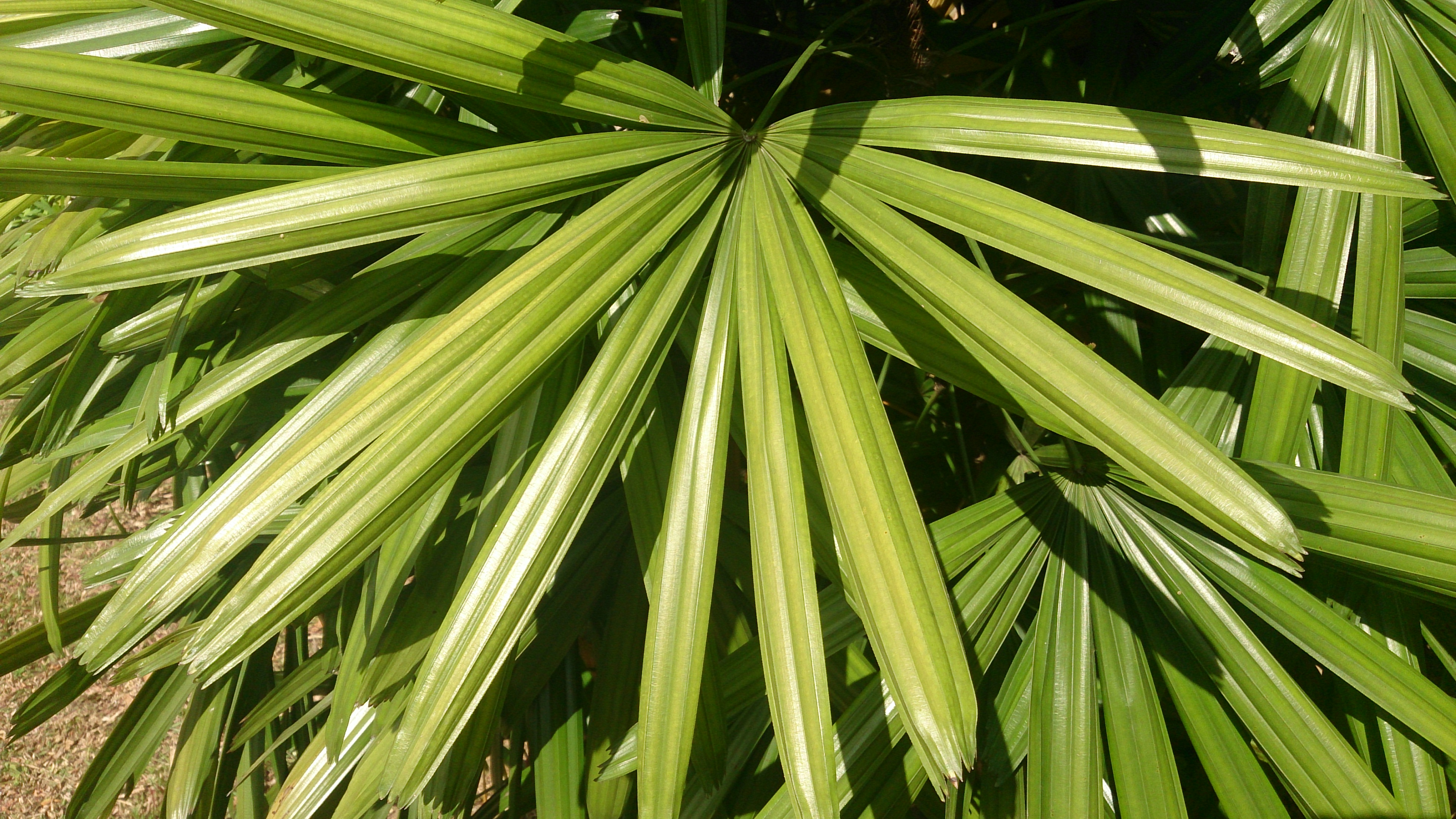
Licuala ferruginea

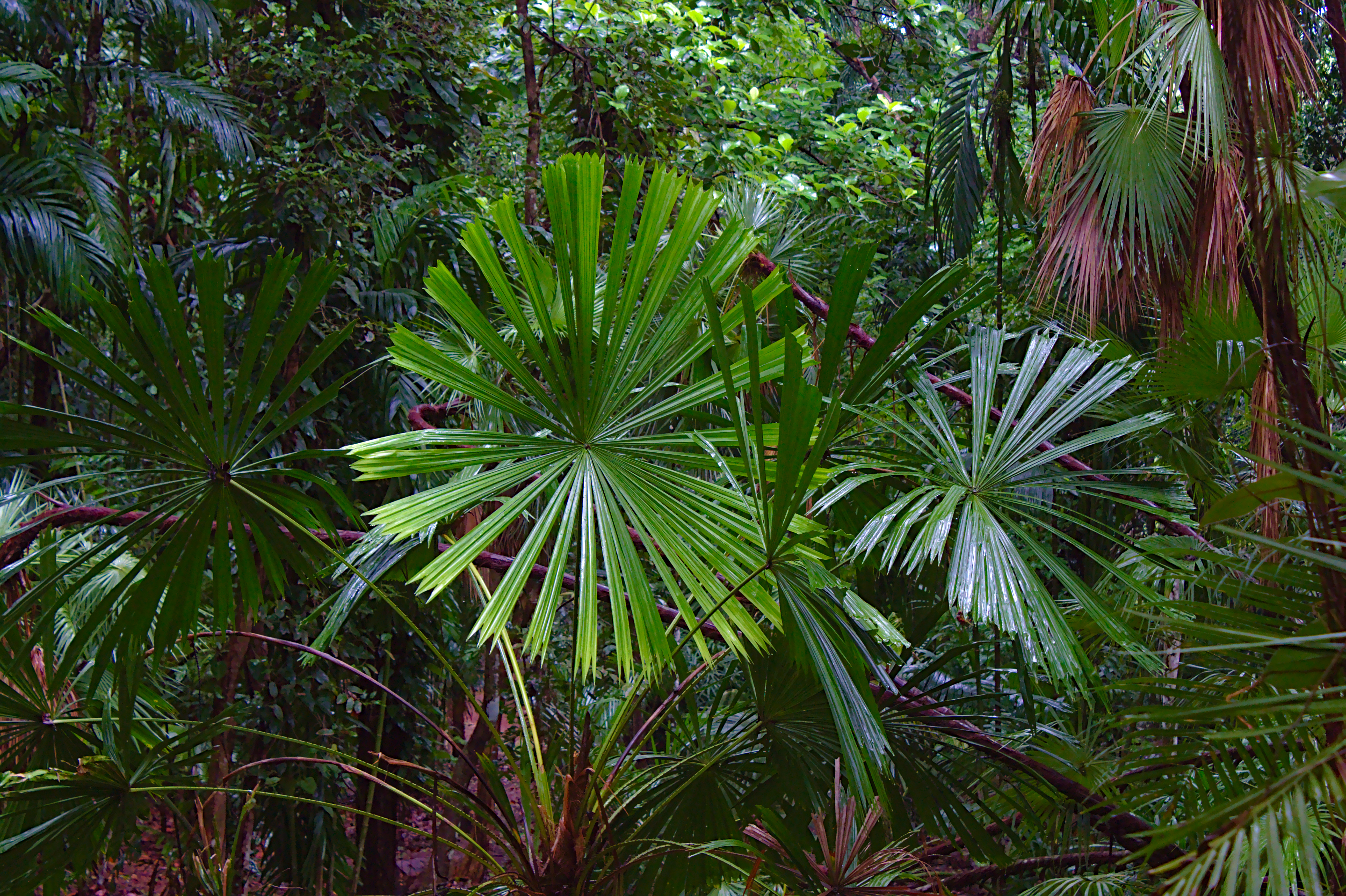
Licuala peltata

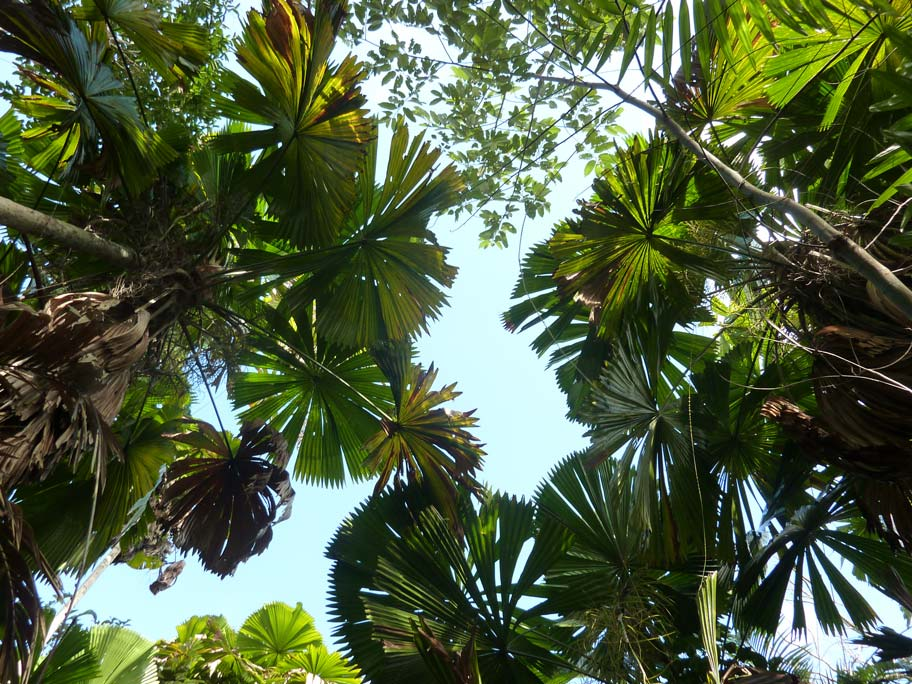
Licuala ramsayi

Rodzaj w obrębie arekowatych Arecaceae klasyfikowany jest do podplemienia Livistoninae Saakov (1954) z plemienia Corypheae Mart (1837) i podrodziny Coryphoideae Griff. (1844).
Wykaz gatunków
- Licuala acuminata Burret
- Licuala acutifida Mart.
- Licuala adscendens Barfod & Heatubun
- Licuala ahlidurii Saw
- Licuala angustiloba Burret
- Licuala anomala Becc.
- Licuala aruensis Becc.
- Licuala atrovirens Saw
- Licuala atroviridis A.J.Hend., N.K.Ban & N.Q.Dung
- Licuala averyanovii A.J.Hend., N.K.Ban & N.Q.Dung
- Licuala bachmaensis A.J.Hend., N.K.Ban & N.Q.Dung
- Licuala bacularia Becc.
- Licuala bayana Saw
- Licuala beccariana (K.Schum. & Lauterb.) Furtado
- Licuala bellatula Becc.
- Licuala bidentata Becc.
- Licuala bidoupensis A.J.Hend., N.K.Ban & N.Q.Dung
- Licuala bifida Heatubun & Barfod
- Licuala bintulensis Becc.
- Licuala bissula Miq.
- Licuala borneensis Becc.
- Licuala bracteata Gagnep.
- Licuala brevicalyx Becc.
- Licuala bruneiana Saw
- Licuala burretii Saw
- Licuala cabalionii Dowe
- Licuala caespitosa A.J.Hend. & N.Q.Dung
- Licuala cameronensis Saw
- Licuala campestris Saw
- Licuala cattienensis A.J.Hend., N.K.Ban & N.Q.Dung
- Licuala celebica Miq.
- Licuala chaiana Saw
- Licuala collina Saw
- Licuala concinna Burret
- Licuala cordata Becc.
- Licuala corneri Furtado
- Licuala crassiflora Barfod
- Licuala dakrongensis A.J.Hend., N.K.Ban & B.V.Thanh
- Licuala debilis Becc.
- Licuala densiflora Becc.
- Licuala distans Ridl.
- Licuala egregia Saw
- Licuala elegans Blume
- Licuala ellipsoidalis A.J.Hend., N.K.Ban & N.Q.Dung
- Licuala elliptica Saw
- Licuala exigua Saw
- Licuala ferruginea Becc.
- Licuala ferruginoides Becc.
- Licuala flammula Saw
- Licuala flavida Ridl.
- Licuala flexuosa Burret
- Licuala fordiana Becc.
- Licuala fractiflexa Saw
- Licuala gjellerupii Becc.
- Licuala glaberrima Gagnep.
- Licuala glabra Griff.
- Licuala graminifolia Heatubun & Barfod
- Licuala grandiflora Ridl.
- Licuala grandis (T.Moore) H.Wendl. – wachlarzownica wyniosła
- Licuala hallieriana Becc.
- Licuala honbaensis A.J.Hend. & N.Q.Dung
- Licuala honheoensis A.J.Hend. & N.Q.Dung
- Licuala insignis Becc.
- Licuala intermedia Saw
- Licuala kamarudinii Saw
- Licuala kemamanensis Furtado
- Licuala khoonmengii Saw
- Licuala kiahii Furtado
- Licuala kingiana Becc.
- Licuala klossii Ridl.
- Licuala kuchingensis Saw
- Licuala kunstleri Becc.
- Licuala lambii Saw
- Licuala lamdongensis A.J.Hend. & N.Q.Dung
- Licuala lanata J.Dransf.
- Licuala lanuginosa Ridl.
- Licuala lauterbachii Dammer & K.Schum.
- Licuala leopoldii Saw
- Licuala leprosa Dammer ex Becc.
- Licuala leptocalyx Burret
- Licuala leucocarpa Saw
- Licuala linearis Burret
- Licuala longicalycata Furtado
- Licuala longiflora A.J.Hend., N.K.Ban & N.Q.Dung
- Licuala longipes Griff.
- Licuala longispadix Banka & Barfod
- Licuala macrantha Burret
- Licuala maculata Saw
- Licuala magna Burret
- Licuala malajana Becc.
- Licuala mattanensis Becc.
- Licuala meijeri Saw
- Licuala merguensis Becc.
- Licuala micholitzii Ridl.
- Licuala micrantha Becc.
- Licuala mirabilis Furtado
- Licuala miriensis Saw
- Licuala modesta Becc.
- Licuala montana Dammer & K.Schum.
- Licuala moszkowskiana Becc.
- Licuala moyseyi Furtado
- Licuala mukahensis Saw
- Licuala mustapana Saw
- Licuala nana Blume
- Licuala naumannii Burret
- Licuala naumoniensis Becc.
- Licuala nuichuaensis A.J.Hend. & N.Q.Dung
- Licuala olivifera Becc.
- Licuala oliviformis Becc.
- Licuala oninensis Becc.
- Licuala orbicularis Becc.
- Licuala oryzoides Saw
- Licuala pachycalyx Burret
- Licuala pahangensis Furtado
- Licuala palas Saw
- Licuala paludosa Griff.
- Licuala parviflora Dammer ex Becc.
- Licuala parvula A.J.Hend. & N.Q.Dung
- Licuala patens Ridl.
- Licuala paucisecta Burret
- Licuala peekelii Lauterb.
- Licuala peltata Roxb. ex Buch.-Ham.
- Licuala penduliflora (Blume) Zipp. ex Blume
- Licuala petiolulata Becc.
- Licuala pilosa Saw
- Licuala pitta Barfod & Pongsatt.
- Licuala platydactyla Becc.
- Licuala polyschista K.Schum. & Lauterb.
- Licuala poonsakii Hodel
- Licuala pseudovalida Saw
- Licuala pulchella Burret
- Licuala pumila Blume
- Licuala punctulata Burret
- Licuala pusilla Becc.
- Licuala radula Gagnep.
- Licuala ramsayi (F.Muell.) Domin
- Licuala reptans Becc.
- Licuala rheophytica Saw
- Licuala ridleyana Becc.
- Licuala robinsoniana Becc.
- Licuala robusta Warb. ex K.Schum. & Lauterb.
- Licuala rubiginosa Saw
- Licuala rumphii Blume
- Licuala ruthiae Saw
- Licuala sabahana Saw
- Licuala sallehana Saw
- Licuala sarawakensis Becc.
- Licuala scortechinii Becc.
- Licuala simplex (K.Schum. & Lauterb.) Becc.
- Licuala spathellifera Becc.
- Licuala spectabilis Miq.
- Licuala spicata Becc.
- Licuala spinosa Wurmb – wachlarzownica ciernista
- Licuala steinii Burret
- Licuala stipitata Burret
- Licuala stongensis Saw
- Licuala tanycola H.E.Moore
- Licuala taynguyensis Barfod & Borchs.
- Licuala telifera Becc.
- Licuala tenuissima Saw
- Licuala terengganuensis Saw
- Licuala thoana Saw & J.Dransf.
- Licuala tiomanensis Furtado
- Licuala triphylla Griff.
- Licuala urciflora Barfod & Heatubun
- Licuala whitmorei Saw
- Licuala yiiana Saw